# カンブレ (スペイン)

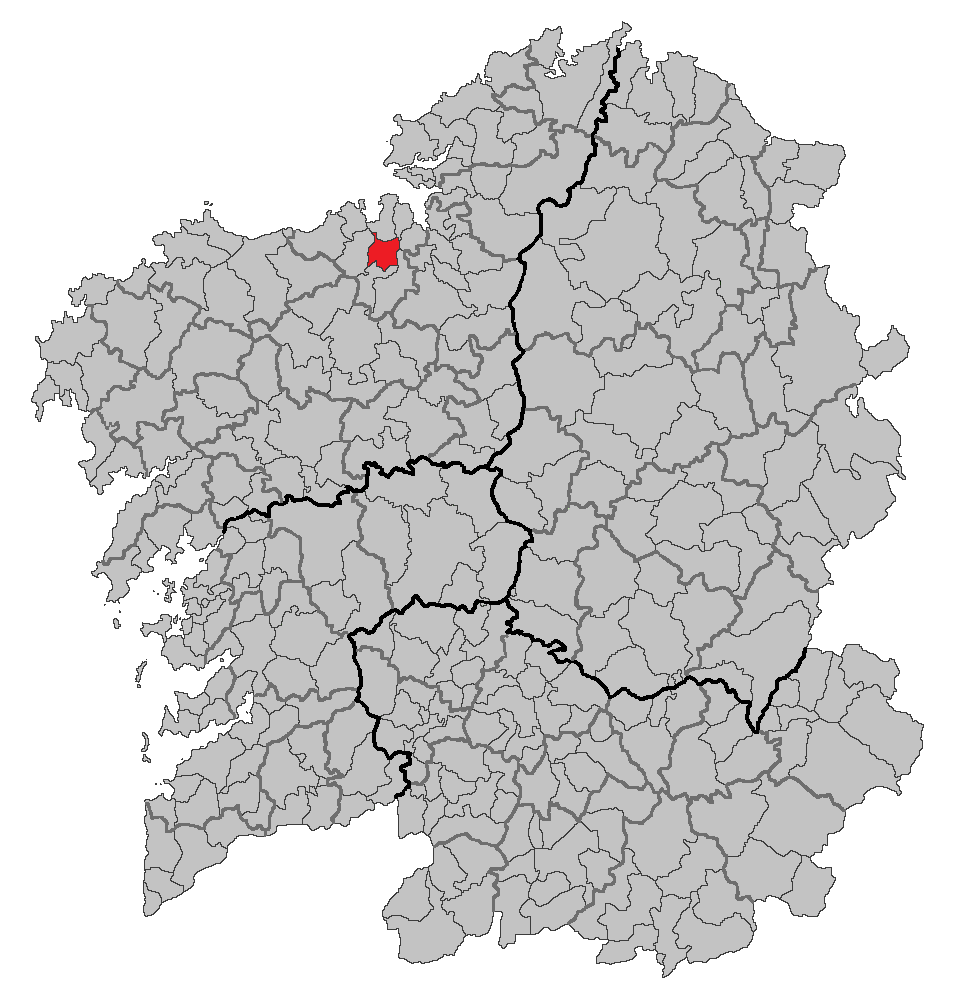
ガリシア州内の位置

カンブレ（Cambre）はスペイン、ガリシア州、ア・コルーニャ県の自治体。コマルカ・ダ・コルーニャに属する。ガリシア統計局によると、2012年の人口は23,879人（2011年：23,649人、2010年：23,621人、2009年：23,231人、2007年：22,513人、2006年：22,092人、2005年：21,523人、2004年：20,919人）。住民呼称は、cambrés/-esa。
ガリシア語話者の自治体住民に占める割合は87.30%（2001年）。

## 地理
カンブレは面積は40.7km2で、12の教区に分けられる。緩やかな起伏のある土地で、最高度海抜130mで、歴史的な地域であるマリーニャス・ダス・フレイラス地域を構成。海に面するのは唯一オ・テンプレ教区だけであるが、海からの影響は強いといえる地域である。東から西へと自治体内をメロ川が流れ、セセブレ池にそそいでいる。
気候は湿潤な海洋性気候で、気温は温暖で降水量は多い。空気中の湿度は非常に高く、75%に達することもある。植生は親水性で、樫、松、ユーカリなどの林が広がる。
カンブレはア・コルーニャ司法管轄区に属す。

### 人口
住民は12の教区の119の地区（集落）に居住する。
| カンブレの人口推移 1900－2010                           |
|                                                         |
| 出典:INE（スペイン国立統計局）1900年 - 1991年、1996年 - |

## 歴史
隣接自治体のカラルとの境界地域には新石器時代のドルメンが残されている。また、シグラスのカストロ遺跡にはペトログリフも発見されている。他にもプラビオ、アルメンタル、フライアスなどでも、小高い丘に防御のための壁で囲まれた古代の住居跡である、カストロ遺跡を見ることができる。現在市内を通っている、サンティアゴ巡礼路のひとつである「イギリスの道」は、古代ローマ時代にはすでにア・コルーニャとベタンソスを結ぶ、街道であったとされ、古代ローマの遺跡が発見されている。

## 政治
現在の自治体首長はガリシア国民党（PPdeG）のマヌエル・リバス・カリダッ（Manuel Rivas Caridad）。自治体評議員は、ガリシア国民党：7、ガリシア社会党（PSdeG-PSOE）：5、UxC：3、ガリシア統一左翼（EU-IU）：2、ガリシア民族主義ブロック（BNG）：2、PdeC：1、PGD：1となっている（2011年5月22日の自治体選挙結果、得票順）。
| 1999年6月13日自治体選挙 |        |        |          |
| 政党                    | 得票数 | 得票率 | 獲得議席 |
| PSdeG-PSOE              | 3,957  | 48.79% | 10       |
| PPdeG                   | 1,805  | 22.26% | 4        |
| BNG                     | 1,103  | 13.60% | 2        |
| EDEG-OV                 | 478    | 5.89%  | 1        |
| AIG                     | 267    | 3.29%  | 0        |
| PADE                    | 144    | 1.78%  | 0        |
| DG                      | 136    | 1.68%  | 0        |
| AUTONOMO                | 36     | 0.44%  | 0        |

| 2003年5月25日自治体選挙 |        |        |          |
| 政党                    | 得票数 | 得票率 | 獲得議席 |
| PSdeG-PSOE              | 4,714  | 45.29% | 8        |
| PPdeG                   | 2,931  | 28.16% | 5        |
| BNG                     | 2,394  | 23.00% | 4        |

| 2007年5月27日自治体選挙 |        |        |          |
| 政党                    | 得票数 | 得票率 | 獲得議席 |
| PSdeG-PSOE              | 3,112  | 28.83% | 7        |
| PPdeG                   | 2,918  | 27.04% | 7        |
| BNG                     | 1,934  | 17.92% | 4        |
| EU-IU                   | 1,054  | 9.77%  | 2        |
| PG                      | 785    | 7.27%  | 1        |
| PINCA                   | 339    | 3.14%  | 0        |
| AIG                     | 147    | 1.36%  | 0        |
| TEGA                    | 121    | 1.12%  | 0        |
| IDEGA                   | 18     | 0.17%  | 0        |

| 2011年5月22日自治体選挙 |        |        |          |
| 政党                    | 得票数 | 得票率 | 獲得議席 |
| PPdeG                   | 3,194  | 28.74% | 7        |
| PSdeG-PSOE              | 2,197  | 19.77% | 5        |
| UxC                     | 1,546  | 13.91% | 3        |
| EU-IU                   | 1,188  | 10.69% | 2        |
| BNG                     | 809    | 7.28%  | 2        |
| PdeC                    | 741    | 6.67%  | 1        |
| PGD                     | 586    | 5.27%  | 1        |
| PINCA                   | 333    | 3.00%  | 0        |

## 名所・史跡
- 古代ローマの遺跡
- サンタ・マリーア・デ・カンブレ教会
- サンティアゴ巡礼路イギリスの道
- 考古学博物館

## 教区

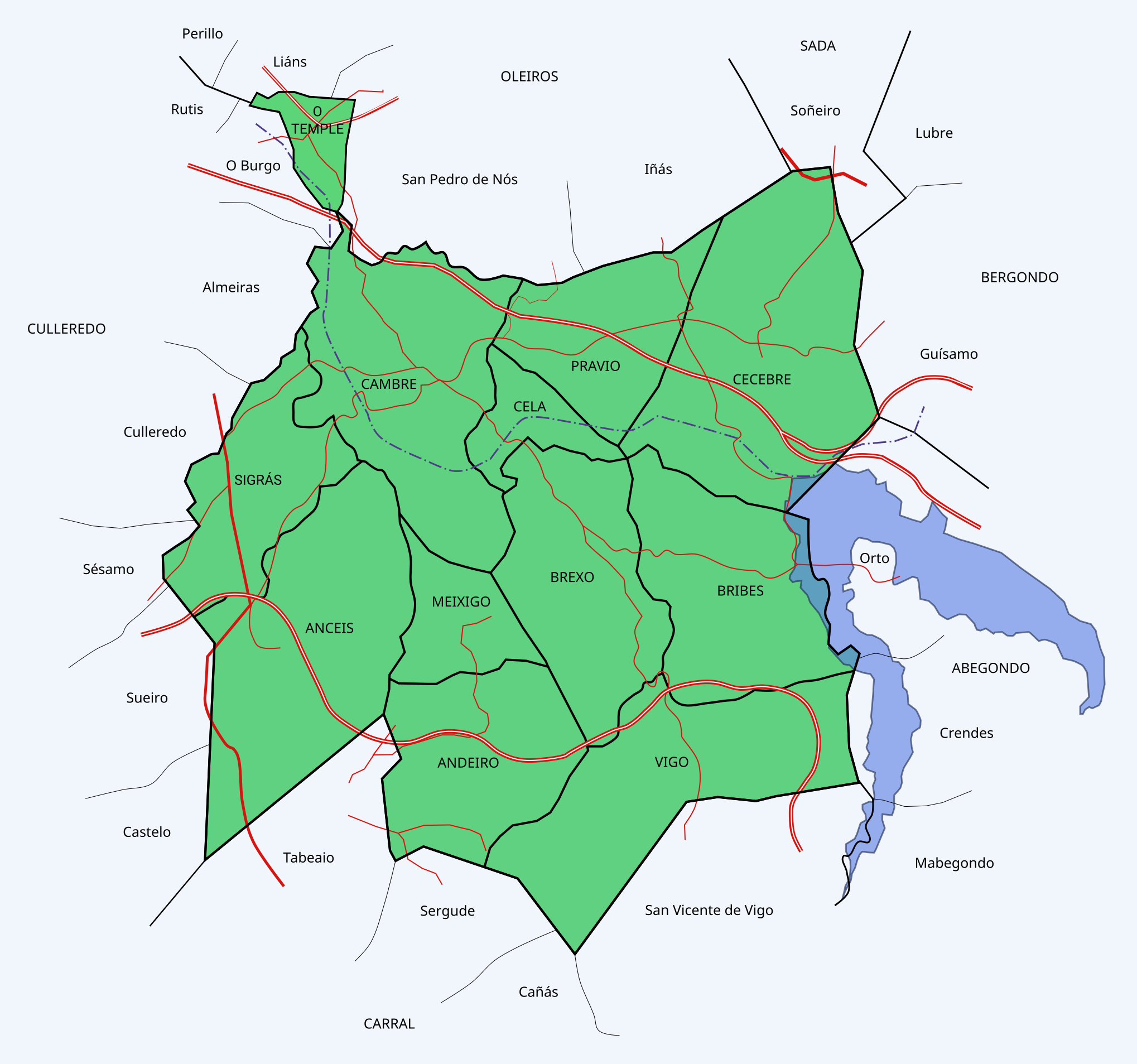
カンブレの12の教区

カンブレは12の教区に分けられている。
- アンセイス（サン・ショアン）
- アンデイロ（サン・マルティーニョ）
- ブレーショ（サン・パイオ）
- ブリベス（サン・シブラン）
- カンブレ（サンタ・マリーア）
- セセブレ（サン・サルバドール）
- セラ（サン・シュリアン）
- メイシーゴ（サン・ロウレンソ）
- プラビオ（サン・ショアン）
- シグラス（サンティアーゴ）
- オ・テンプレ（サンタ・マリーア）
- ビーゴ（サンタ・マリーア）

## ギャラリー

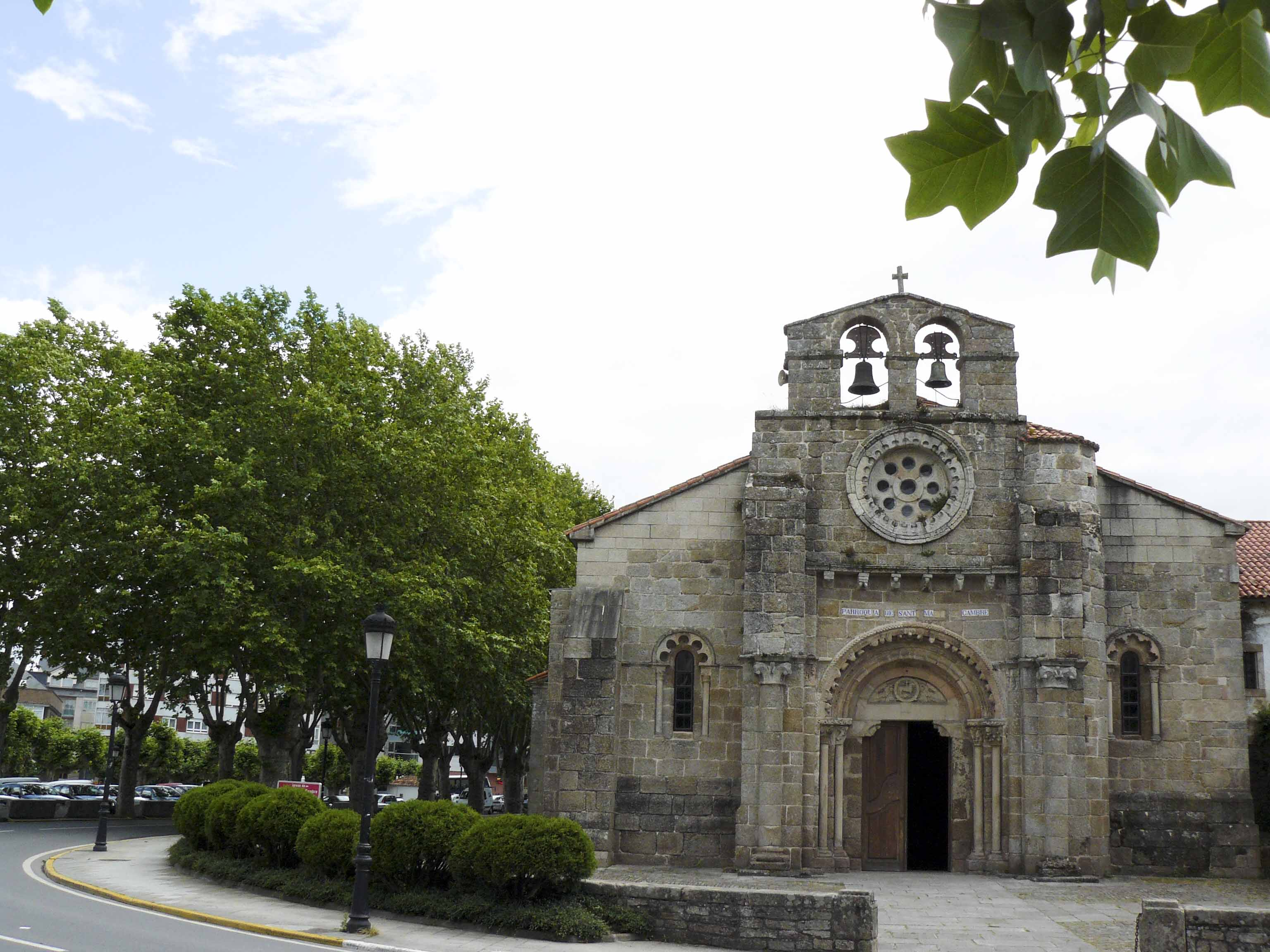
サンタ・マリーア・デ・カンブレ教会
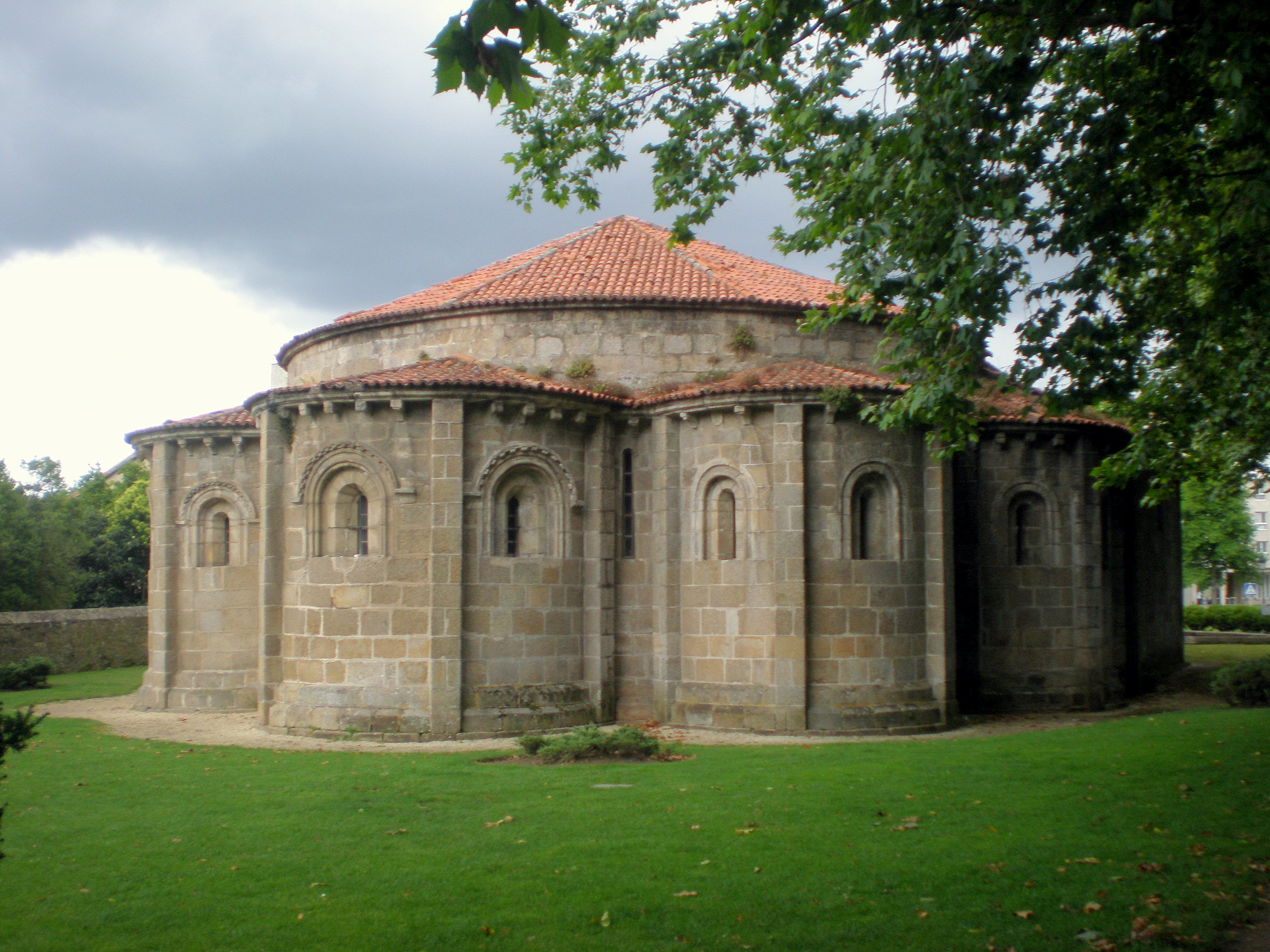
サンタ・マリーア・デ・カンブレ教会
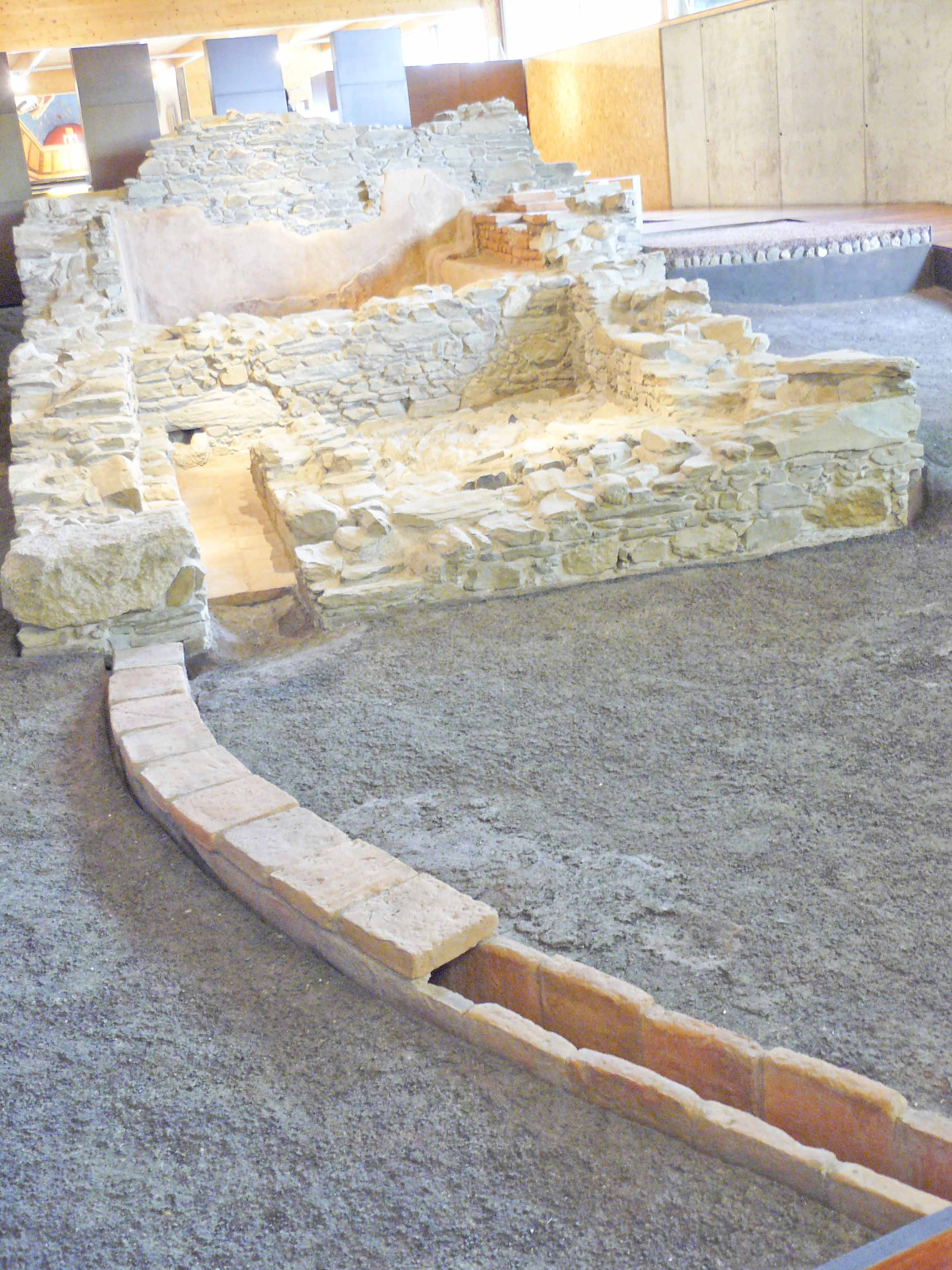
古代ローマ遺跡（考古学博物館）
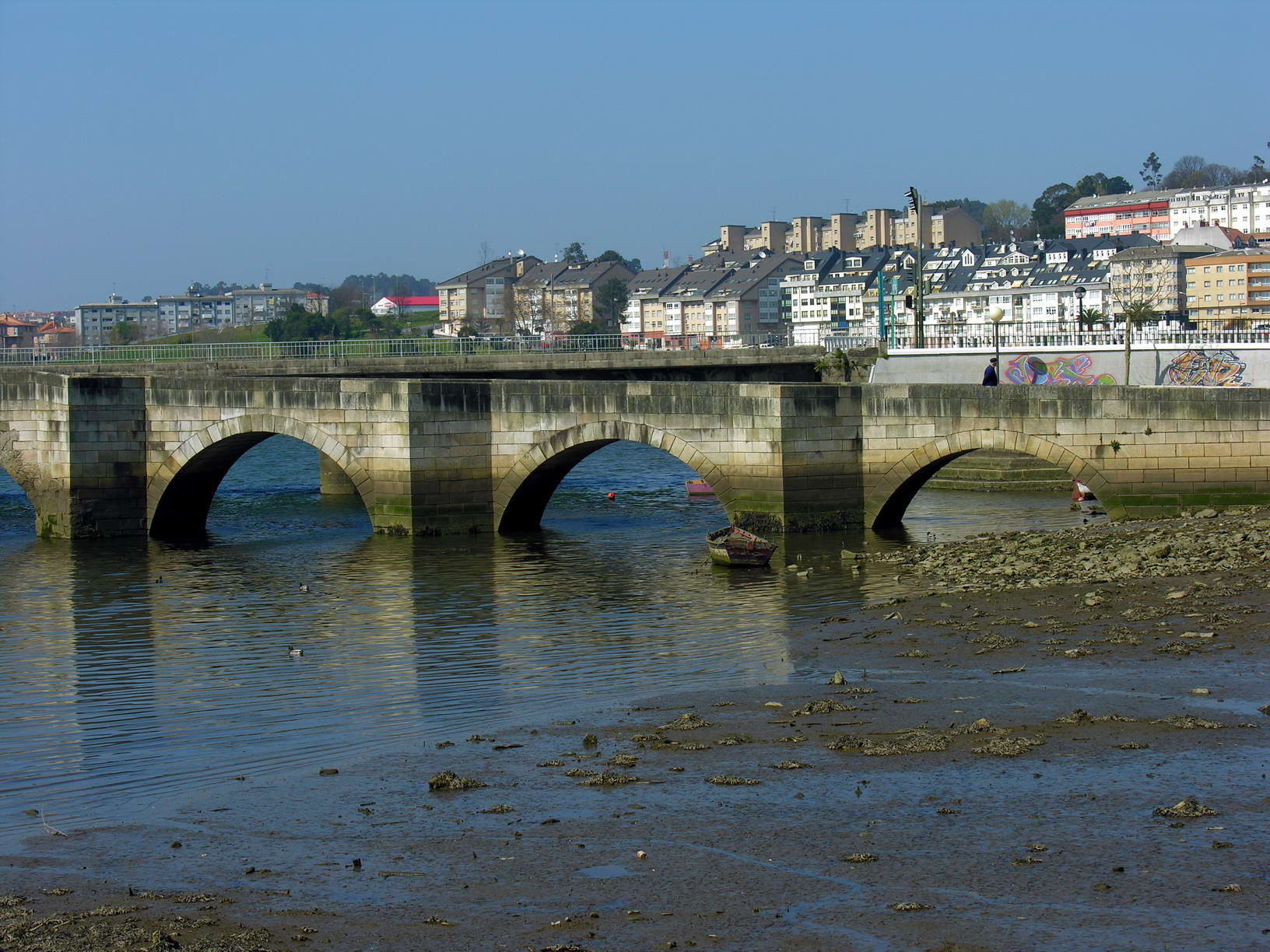
橋